# Ruth Monteiro
Ruth da Conceição Monteiro é uma jurista e advogada guineense, Ministra da Justiça e dos direitos humanos no governo de Aristides Gomes.

## Biografia
Natural de Bissau, fez a licenciatura em Direito pela Faculdade de Direito da Universidade de Lisboa (1985). É Jurista, Advogada e Consultora. Fez exercício de advocacia de 1988 a 2010 em Portugal, Consultora das Nações Unidas para análise sobre as necessidades de formação e diagnósticos dos constrangimentos funcionais do Ministério da Justiça, Ministério do Interior e Ministério da Defesa. Foi Assessora do Director do Gabinete de Estudos do Ministério da Justiça e Chefe de Gabinete do Ministro da Justiça. Consultora da União Europeia para a elaboração da Lei orgânica dos Ministérios e Secretarias de Estado da Guiné-Bissau, entre 2011-2012. Em Fevereiro de 2020, após a demissão de Suzi Barbosa, passou a acumular Ministério dos Negócios Estrangeiros. Dirigente do Movimento Patriótico (MP), é presidente do Conselho Nacional de Jurisdição e membro da Comissão Política Nacional do mesmo partido.